# Aeroportul Kissimmee Gateway
Aeroportul Kissimmee Gateway (IATA: ISM, ICAO: KISM, FAA LID: ISM) este un aeroport din Florida, Statele Unite ale Americii ce deservește zona Greater Orlando⁠(d). Aeroportul a fost tranzitat în 2019 de 690 de pasageri. A fost deschis în 1942.
Situat la o altitudine de 25 m, aeroportul dispune de 2 piste.

## Infrastructură

### Piste
Aeroportul dispune de 2 piste. Pista 06/24 are suprafața de asfalt și dimensiunile 5.001 picioare × 100 picioare. Pista 15/33 are suprafața de asfalt și dimensiunile 6.001 picioare × 100 picioare. 